# Megalogomphus superbus
Megalogomphus superbus – gatunek ważki z rodziny gadziogłówkowatych (Gomphidae).